# Peace Breaker
Peace Breaker je šesté studiové album německé rockové skupiny Skew Siskin. Album vydalo v září roku 2007 hudební vydavatelství Monongo a jeho producenty byli členové skupiny Jim Voxx a Nina C. Alice. Album bylo nahráno během roku 2007 ve studiu společnosti Monongo v Berlíně. Na albu se coby hosté podíleli kytaristé Ivan Král, který spolupracoval s Patti Smith a Iggy Popem, a Wolf Hoffmann ze skupiny Accept. Jde o první album této skupiny po čtyřech letech od vydání alba Album of the Year.

## Seznam skladeb
| Pořadí | Název                        | Délka |
| ------ | ---------------------------- | ----- |
| 1.     | Metal in Your Face           | 4:25  |
| 2.     | We're an Institution         | 3:51  |
| 3.     | Ridin' with the Devil        | 4:39  |
| 4.     | Trouble Shooter              | 4:09  |
| 5.     | Hit You Harder               | 5:45  |
| 6.     | Who the Hell Are You         | 4:48  |
| 7.     | War, Fire, Guns & Blood      | 4:41  |
| 8.     | I Wanna Be Me                | 2:57  |
| 9.     | Eva Braun Is Back in Town    | 2:33  |
| 10.    | I Don't Care                 | 4:10  |
| 11.    | Loser                        | 4:49  |
| 12.    | Can't Hear You (Hey Hey You) | 5:18  |
| 13.    | Shoot the Rats               | 5:18  |

## Obsazení
Skew Siskin
- Nina C. Alice – zpěv
- Jim Voxx – kytara, klávesy
- Henning Menke – baskytara
- Randy Black – bicí, perkuse

Ostatní
- Wolf Hoffmann – kytara v „Who the Hell Are You“
- Ivan Král – kytara v „I Don't Care“